# Трестія (Хунедоара)
Трестія (рум. Trestia) — село у повіті Хунедоара в Румунії. Входить до складу комуни Бейца.
Село розташоване на відстані 304 км на північний захід від Бухареста, 16 км на північ від Деви, 98 км на південний захід від Клуж-Напоки, 135 км на схід від Тімішоари.

## Населення
За даними перепису населення 2002 року у селі проживали 356 осіб, усі — румуни. Усі жителі села рідною мовою назвали румунську.